# Падалко, Борис Михайлович
Борис Михайлович Падалко (16 марта 1921 — 8 апреля 1986) — участник Великой Отечественной войны, военный лётчик, командир эскадрильи 683-го штурмового авиаполка 335-я штурмовая авиационная дивизия, капитан Красной армии. Герой Советского Союза.

## Биография
Родился в крестьянской семье в станице Приморско-Ахтарская, ныне город Приморско-Ахтарск, Краснодарского края. По национальности русский. После окончания семи классов, в 1936 году поступил в Краснодарский железнодорожный техникум. Во время учёбы в Краснодаре вступил в местный осоавиахимовский аэроклуб. В 1939 году, по окончании учёбы в техникуме и аэроклубе, по спецнабору поступил в Таганрогское военное авиационное училище. Окончил училище в мае 1941 года по специальности лётчик-бомбардировщик.

### На фронте
На фронте с первого дня войны. 22 июня в 7 часов утра уже бомбил немецкие танки. Через день в составе группы лётчиков наносил авиаудары в тылу врага по скоплению немецкой бронетехники возле Кёнигсберга в Восточной Пруссии. Затем сражался на Калининском и 1-м Прибалтийском фронтах. Сражался на штурмовике «Ил-2», был заместителем командира и командиром эскадрильи в составе 683-го штурмового авиаполка 335-й штурмовой авиадивизии 3-й воздушной армии. Принимал участие в освобождении Белоруссии и Прибалтики.
Во время войны получил семь боевых ранений, перенёс операцию по пересадке кожи. 16 августа 1943 года, будучи подбит зенитной артиллерией, раненый посадил горящий самолёт на своей территории, тем самым спас жизнь экипажу и боевую машину. За этот подвиг Борис Падалко в звании лейтенанта был удостоен своего первого из четырёх орденов Красного Знамени.
В последние недели войны Борис Падалко в составе 683-го ШАП принимал участие в операции по ликвидации немецкой группировки на Земландском полуострове. Там же где и начался его боевой путь в Восточной Пруссии.
Указом Президиума Верховного Совета СССР от 18 августа 1945 года за образцовое выполнение боевых заданий командования на фронте борьбы с немецко-фашистскими захватчиками и проявленные при этом мужество и героизм капитану Падалко Борису Михайловичу присвоено звание Героя Советского Союза с вручением ордена Ленина и медали «Золотая Звезда» (№ 8683).

За период участия в боевых действиях полка на Калининском и 1-м Прибалтийском фронте с 12.08.1943 г. по 30.12.1944 г. лично произвёл 142 успешно выполненных вылета, из которых 98 на штурмовку и бомбардировку войск противника и 44 на разведку войск и коммуникаций противника. Последние 115 боевых вылетов произвёл ведущим группы из 4-8 самолётов, и не имел ни одной потери ведомого от зенитной артиллерии или истребительной авиации противника. За этот период он участвовал в 23 воздушных боях, в которых лётчиками и воздушными стрелками в групповых боях было сбито 10 истребителей противника ВФ-190. Всего им лично уничтожено: 23 танка, 97 автомашин, 21 зенитных и арт. батарей, до 460 солдат и офицеров Вермахта.— Из наградного листа капитана Б.М. Падалко.
Высокую оценку личным и профессиональным качествам Б. М. Падалко дал в своих мемуарах командир (декабрь 1943 — май 1945) 335-й штурмовой авиадивизии генерал-лейтенант авиации Сергей Сергеевич Александров.

### После войны
С 1946 года капитан Падалко в запасе. Жил в городе Куйбышев (ныне — Самара). Работал в «Главнефтеснабе».
Перед самым началом войны Борис Падалко прибыл для получения боевого самолёта в Куйбышев. Там он познакомился со своей будущей женой Ниной, студенткой педагогического института. В 1942 году молодые повенчались, когда Борис прибыл в Куйбышев за новым самолётом. В 1943 году у них родился сын Владимир, а после войны дочь Лина. Также супружеская пара взяла на воспитание Александра — племянника Бориса, оставшегося после войны без попечения.
Умер 8 апреля 1986 года. Похоронен на кладбище «Рубёжное» в Самаре.

## Награды
- Герой Советского Союза с вручение Ордена Ленина и медали Золотая звезда (18.08.1945)
- Четыре Ордена Красного Знамени (10.12.1943; 20.07.1944; 18.11.1944; 12.05.1945)
- Орден Александра Невского (11.04.1945)
- Два ордена Отечественной войны 1-й степени (30.06.1945; 06.04.1985)

## Память
- Его имя носил пионерский отряд школы № 137 города Куйбышев.